# Oonòpids

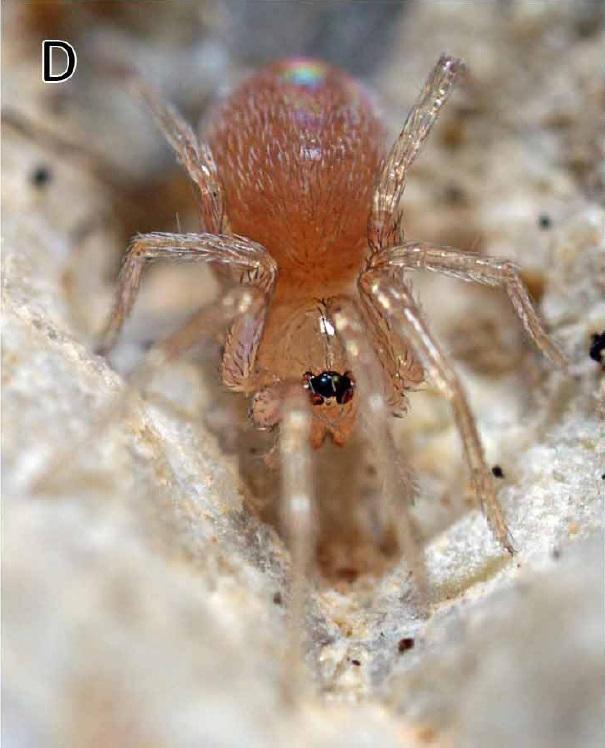
Femella de Tapinesthis inermis

Els oonòpids (Oonopidae) són una família d'aranyes araneomorfes.

## Descripció
El gènere de tipus de la família és Oonops (Keyserling, 1835), que també és el més nombrós. Són aranyes haplogines generalment de mida molt petita, entre 1 i 3 mm. Algunes espècies presenten plaques endurides (scuta) en l'abdomen. Normalment tenen sis ulls, ja que han desaparegut els ulls mitjans anteriors. Tanmateix, hi ha excepcions: amb quatre ulls (Viamao Opopaea), dos ulls (per ex., Coxapopha, Diblemma) i fins i tot amb els vuit ulls (per ex., Cousinea, Blanioonops).
La família presenta uns trets morfològics inusuals, molts dels quals es limiten a mascles, que inclouen parts bucals molt modificades (per ex., Coxapopha, Xyccarph), cartutxeres esternals (per ex., Grymeus) i extensions de la closca (per ex., Ferchestina, Unicorn). Els pedipalps dels mascles sovint també estan molt modificats. A Opopaea, per exemple, s'observa la patel·la del palp expandida, i els mascles d'Ischnothyreus es caracteritzen per tenir completament esclerotitzats els pedipalps, que són de tons negres. Finalment, es considera que els membres del gènere Orchestina poden saltar, ja que tant mascles com femelles han ampliat els fèmurs del quart parell de potes.

## Distribució i hàbitat
Tenen una distribució per tots els continents i no s'han trobat a Nord-amèrica, a la part septentrional d'Àsia, al centre occidental d'Àfrica, i algunes altres zones més concretes (Nova Guinea o Aràbia).
Els oonòpids no són fàcils de veure perquè són massa petits. Generalment, es troben a la fullaraca i sota pedres, però també constitueixen un component significatiu de la fauna d'aranyes de la coberta de les selves tropicals. Tres gèneres afrotropicals cecs (Anophthalmoonops, Caecoonops, Termitoonops) es troben exclusivament en nius de tèrmits. Es creu que unes quantes espècies, com Heteroonops spinimanus, pantropical, són partenogenètiques i no s'ha trobat cap mascle.

## Sistemàtica
Segons el World Spider Catalog amb data del desembre de 2018, aquesta gran família té reconeguts 115 gèneres i 1807 espècies. El creixement dels darrers anys és considerable, ja que el 20 de novembre de 2006, ho havia reconeguts 68 gèneres i 472 espècies. Hi ha 3 gèneres amb més d'un centenar d'espècies: Opopaea (182) i Orchestina (161)  Ischnothyreus (106)
- Amazoonops Ott, Ruiz, Brescovit & Bonaldo, 2017
- Anophthalmoonops Benoit, 1976
- Antoonops Fannes & Jocqué, 2008
- Aposphragisma Thoma, 2014
- Aprusia Simon, 1893
- Aschnaoonops Makhan & Ezzatpanah, 2011
- Australoonops Hewitt, 1915
- Bannana Tong & Li, 2015
- Bidysderina Platnick, Dupérré, Berniker & Bonaldo, 2013
- Bipoonops Bolzern, 2014
- Birabenella Grismado, 2010
- Blanioonops Simon & Fage, 1922
- Brignolia Dumitrescu & Georgescu, 1983
- Caecoonops Benoit, 1964
- Camptoscaphiella Caporiacco, 1934
- Cavisternum Baehr, Harvey & Smith, 2010
- Cortestina Knoflach, 2009
- Costarina Platnick & Dupérré, 2011
- Cousinea Saaristo, 2001
- Coxapopha Platnick, 2000
- Dalmasula Platnick, Szüts & Ubick, 2012
- Diblemma O. Pickard-Cambridge, 1908
- Dysderina Simon, 1892
- Dysderoides Fage, 1946
- Emboonops Bolzern, Platnick & Berniker, 2015
- Escaphiella Platnick & Dupérré, 2009
- Farqua Saaristo, 2001
- Gamasomorpha Karsch, 1881
- Gradunguloonops Grismado, Izquierdo, González & Ramírez, 2015
- Grymeus Harvey, 1987
- Guaraguaoonops Brescovit, Rheims & Bonaldo, 2012
- Guatemoonops Bolzern, Platnick & Berniker, 2015
- Heteroonops Dalmas, 1916
- Hexapopha Platnick, Berniker & Víquez, 2014
- Himalayana Grismado, 2014
- Hortoonops Platnick & Dupérré, 2012
- Hypnoonops Benoit, 1977
- Hytanis Simon, 1893
- Ischnothyreus Simon, 1893
- Kachinia Tong & Li, 2018
- Kapitia Forster, 1956
- Khamiscar Platnick & Berniker, 2015
- Khamisia Saaristo & van Harten, 2006
- Khamisina Platnick & Berniker, 2015
- Khamisoides Platnick & Berniker, 2015
- Kijabe Berland, 1914
- Lionneta Benoit, 1979
- Longoonops Platnick & Dupérré, 2010
- Lucetia Dumitrescu & Georgescu, 1983
- Malagiella Ubick & Griswold, 2011
- Megabulbus Saaristo, 2007
- Megaoonops Saaristo, 2007
- Melchisedec Fannes, 2010
- Molotra Ubick & Griswold, 2011
- Neotrops Grismado & Ramírez, 2013
- Neoxyphinus Birabén, 1953
- Nephrochirus Simon, 1910
- Niarchos Platnick & Dupérré, 2010
- Noideattella Álvarez-Padilla, Ubick & Griswold, 2012
- Noonops Platnick & Berniker, 2013
- Oonopinus Simon, 1893
- Oonopoides Bryant, 1940
- Oonops Templeton, 1835
- Opopaea Simon, 1892
- Orchestina Simon, 1882
- Ovobulbus Saaristo, 2007
- Paradysderina Platnick & Dupérré, 2011
- Patri Saaristo, 2001
- Pelicinus Simon, 1892
- Pescennina Simon, 1903
- Plectoptilus Simon, 1905
- Ponsoonops Bolzern, 2014
- Predatoroonops Brescovit, Rheims & Ott, 2012
- Prethopalpus Baehr, Harvey, Burger & Thoma, 2012
- Prida Saaristo, 2001
- Prodysderina Platnick, Dupérré, Berniker & Bonaldo, 2013
- Pseudodysderina Platnick, Berniker & Bonaldo, 2013
- Pseudoscaphiella Simon, 1907
- Puan Izquierdo, 2012
- Reductoonops Platnick & Berniker, 2014
- Scaphidysderina Platnick & Dupérré, 2011
- Scaphiella Simon, 1892
- Scaphioides Bryant, 1942
- Scaphios Platnick & Dupérré, 2010
- Semibulbus Saaristo, 2007
- Semidysderina Platnick & Dupérré, 2011
- Setayeshoonops Makhan & Ezzatpanah, 2011
- Sicariomorpha Ott & Harvey, 2015
- Silhouettella Benoit, 1979
- Simlops Bonaldo, Ott & Ruiz, 2014
- Simonoonops Harvey, 2002
- Socotroonops Saaristo & van Harten, 2002
- Spinestis Saaristo & Marusik, 2009
- Stenoonops Simon, 1892
- Sulsula Simon, 1882
- Tapinesthis Simon, 1914
- Telchius Simon, 1893
- Termitoonops Benoit, 1964
- Tinadysderina Platnick, Berniker & Bonaldo, 2013
- Tolegnaro Álvarez-Padilla, Ubick & Griswold, 2012
- Toloonops Bolzern, Platnick & Berniker, 2015
- Triaeris Simon, 1892
- Tridysderina Platnick, Berniker & Bonaldo, 2013
- Trilacuna Tong & Li, 2007
- Unicorn Platnick & Brescovit, 1995
- Varioonops Bolzern & Platnick, 2013
- Vientianea Tong & Li, 2013
- Volborattella Saucedo & Ubick, 2015
- Wanops Chamberlin & Ivie, 1938
- Xestaspis Simon, 1884
- Xiombarg Brignoli, 1979
- Xyccarph Brignoli, 1978
- Xyphinus Simon, 1893
- Yumates Chamberlin, 1924
- Zyngoonops Benoit, 1977

### Superfamília Dysderoidea
Els oonòpids havien format part de la superfamília dels disderoïdeus (Dysderoidea), al costat de disdèrids, orsolòbids i segèstrids.
Les aranyes, tradicionalment, havien estat classificades en famílies que van ser agrupades en superfamílies. Quan es van aplicar anàlisis més rigorosos, com la cladística, es va fer evident que la major part de les principals agrupacions utilitzades durant el segle XX no eren compatibles amb les noves dades. Actualment, els llistats d'aranyes, com ara el World Spider Catalog, ja ignoren la classificació de superfamílies.

## Registre fòssil
Els oonòpids s'han trobat com a subfòssils en resines de copal, i són la família d'aranyes amb més presència en el dipòsits d'ambre, fet que probablement s'ha vist afavorit per la seva gran distribució, per la seva mida petita, i el seu comportament errant. Contràriament, són desconeguts els fòssils sedimentaris.
La major part dels oonòpids fòssils descrits en ambre s'assignen al gènere actual Orchestina, molt abundant al final del Cretaci, com indica la datació d'ambre que es remunta aproximadament a uns 100 milions d'anys. Això fa que sigui el gènere d'aranyes vivent més vell, junt amb els dels arquèids. Hi ha fins i tot dos exemplars de fòssils d' Orchestina que estaven copulant. També hi ha 3 espècies del gènere Stenoonops i exemplars d'altres gèneres, com Opopaea i Heteroonops.
Segons el World Spider Catalog versió 19.0 (2018), existeixen els següents gèneres fòssils sense representants actuals, és a dir, totalment extints:
- †Burmorchestina Wunderlich, 2008
- †Canadaorchestina Wunderlich, 2008
- †Fossilopaea Wunderlich, 1988